# Zdeněk Potužák
Zdeněk Potužák (* 15. října 1955 Sušice) je český manažer a komunální politik.

## Život
Ač se narodil v jihočeské Sušici, základní školu i gymnázium navštěvoval v moravské Litovli. Následně přešel do Prahy na tamní Vysokou školu ekonomickou. Po ní byl zaměstnán v olomoucké pobočce Státní bance československé. Po sametové revoluci založil v roce 1990 litovelskou pobočku Komerční banky. V roce 2003 úspěšně absolvoval výběrové řízení na místo vedoucího Vodohospodářské společnosti Čerlinka.
Komunální politice se Potužák věnoval ještě před sametovou revolucí v roce 1989. Počínaje rokem 1986 zasedal v litovelském městském národním výboru, následně mezi roky 1990 a 1994 byl radním tohoto města. Do zastupitelstva se v roce 1998 vrátil a o čtyři roky později se stal opět radním. V roce 2010 byl zvolen starostou města Litovle, když vystřídal Vojtěcha Grézla, který stál v čele města po dobu šestnácti let. Svou pozici Potužák obhájil i po volbách v roce 2014.